# بولگوکسان (سئونگنام/گوانگجو)
بولگوکسان (به لاتین: Bulgoksan) یک کوه در کره جنوبی است که در استان گیئونگی واقع شده‌است. بولگوکسان ۳۴۵ متر بالاتر از سطح دریا واقع شده‌است.